# Цукуба
Цукуба (јап. つくば市) град је у Јапану у префектури Ибараки. Према попису становништва из 2005. у граду је живело 200.546 становника.

## Становништво
Према подацима са пописа, у граду је 2005. године живело 200.546 становника.
| 1995.   | 2000.   | 2005.   |
| ------- | ------- | ------- |
| 182.327 | 191.814 | 200.546 |